# Phyllomedusa neildi
Phyllomedusa neildi é uma espécie de anfíbio anuro da família Phyllomedusidae. Está presente na Venezuela. A UICN classificou-a como deficiente de dados.